# Came (Pirenéus Atlânticos)
Came é uma comuna francesa na região administrativa da Nova Aquitânia, no departamento dos Pirenéus Atlânticos. Estende-se por uma área de 33,57 km². Em 2010 a comuna tinha 1 000 habitantes (densidade: 29,8 hab./km²).